# Sistema de Candolle

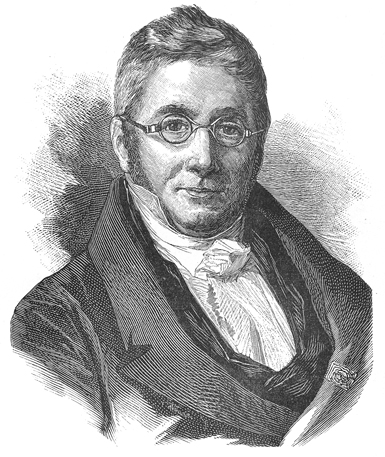
Augustin Pyrame de Candolle (Grabado de Jules Pizzetta de 1893)

Un temprano sistema de  clasificación, el sistema de Candolle publicado  originalmente en :
A. P. de Candolle (2ª ed. 1819). Théorie élémentaire de la botanique, ou exposition des principes de la classification naturelle et de l’art de décrire et d’etudier les végétaux.
y continuó en el extensísimo Prodromus:
A. P. de Candolle et al. (1824–1873). Prodromus systemati naturalis regni vegetabilis sive enumeratio contracta ordinum, generum specierumque plantarum huc usque cognitarum, juxta methodi naturalis normas digesta. (disponible en línea en Gallica)
El sistema reconoce los siguientes grupos de plantas vasculares:
- clase I. DICOTYLEDONEÆ
subclase 1. THALAMIFLORÆ
subclase 2. CALYCIFLORÆ
subclase 3. COROLLIFLORÆ
subclase 4. MONOCHLAMYDEÆ
- clase II. MONOCOTYLEDONEÆ

La lista de familias en el Prodromus, arregladas de acuerdo con este sistema de Candolle. Nótese que este sistema se publicó mucho antes de que se aceptaran internacionalmente reglas de la nomenclatura botánica. Aquí, una familia es indicada como "orden". Las terminaciones para las familias no son las actualmente en uso. Nada de esos fenómenos son óbice para la perspectiva nomenclatural: la ICBN concuerda en ello. 
Dentro de las dicotiledóneas ("clase prima DICOTYLEDONEÆ") el sistema reconoce:
- subclase I. THALAMIFLORÆ
orden I. RANUNCULACEÆ
orden II. DILLENIACEÆ
orden III. MAGNOLIACEÆ
orden IV. ANONACEÆ [sic]
orden V. MENISPERMACEÆ
orden VI. BERBERIDEÆ
orden VII. PODOPHYLLACEÆ
orden VIII. NYMPHÆACEÆ
orden VIIIbis. SARRACENIACEÆ
orden IX. PAPAVERACEÆ
orden X. FUMARIACEÆ
orden XIbis. RESEDACEÆ
orden XI. CRUCIFERÆ
orden XII. CAPPARIDEÆ
orden XIII. FLACOURTIANEÆ
orden XIV. BIXINEÆ
orden XIVbis. LACISTEMACEÆ
orden XV. CISTINEÆ
orden XVI. VIOLARIEÆ
orden XVII. DROSERACEÆ
orden XVIII. POLYGALACEÆ
orden XIX. TREMANDREÆ
orden XX. PITTOSPOREÆ
orden XXI. FRANKENIACEÆ
orden XXII. CARYOPHYLLEÆ
orden XXIII. LINEÆ
orden XXIV. MALVACEÆ
orden XXV. BOMBACEÆ [sic]
orden XXVI. BYTTNERIACEÆ
orden XXVII. TILIACEÆ
orden XXVIII. ELÆOCARPEÆ
orden XXIX. CHLENACEÆ
orden XXIXbis. ANCISTROCLADEÆ
orden XXIXter. DIPTEROCARPEÆ
orden XXIXter.[sic] LOPHIRACEÆ
orden XXX. TERNSTROEMIACEÆ
orden XXXI. CAMELLIEÆ
orden XXXII. OLACINEÆ
orden XXXIII. AURANTIACEÆ
orden XXXIV. HYPERICINEÆ
orden XXXV. GUTTIFERÆ
orden XXXVI. MARCGRAVIACEÆ
orden XXXVII. HIPPOCRATEACEÆ
orden XXXVIII. ERYTHROXYLEÆ
orden XXXIX. MALPIGHIACEÆ
orden XL. ACERINEÆ
orden XLI. HIPPOCASTANEÆ
orden XLII. RHIZOBOLEÆ
orden XLIII. SAPINDACEÆ
orden XLIV. MELIACEÆ
orden XLV. AMPELIDEÆ
orden XLVI. GERANIACEÆ
orden XLVII. TROPÆOLEÆ
orden XLVIII. BALSAMINEÆ
orden XLIX. OXALIDEÆ
orden L. ZYGOPHYLLEÆ
orden LI. RUTACEÆ
orden LII. SIMARUBEÆ [sic]
orden LIII. OCHNACEÆ
orden LIV. CORIARIEÆ

- subclase II. CALYCIFLORÆ
orden LV. CELASTRINEÆ
orden LVI. RHAMNEÆ
orden LVII. BRUNIACEÆ
orden LVIII. SAMYDEÆ
orden LIX. HOMALINEÆ
orden LX. CHAILLETIACEÆ
orden LXI. AQUILARINEÆ
orden LXII. TEREBINTHACEÆ
orden LXIII. LEGUMINOSÆ
orden LXIV. ROSACEÆ
orden LXV. CALYCANTHEÆ
orden LXVbis. MONIMIACEÆ
orden LXVI. GRANATEÆ
orden LXVII. MEMECYLEÆ
orden LXVIII. COMBRETACEÆ
orden LXIX. VOCHYSIEÆ
orden LXX RHIZOPHOREÆ
orden LXXI. ONAGRARIEÆ
orden LXXII. HALORAGEÆ
orden LXXIII. CERATOPHYLLEÆ
orden LXXIV. LYTHRARIEÆ
orden LXXIVbis. CRYPTERONIACEÆ
orden LXXV. TAMARISCINEÆ
orden LXXVI. MELASTOMACEÆ
orden LXXVII. ALANGIEÆ
orden LXXVIII. PHILADELPEÆ
orden LXXIX. MYRTACEÆ
orden LXXX. CUCURBITACEÆ
orden LXXXI. PASSIFLOREÆ
orden LXXXII. LOASEÆ
orden LXXXIII. TURNERACEÆ
orden LXXXIV. FOUQUIERACEÆ
orden LXXXV. PORTULACEÆ
orden LXXXVI. PARONYCHIEÆ
orden LXXXVII. CRASSULACEÆ
orden LXXXVIII. FICOIDEÆ
orden LXXXIX. CACTEÆ
orden XC. GROSSULARIEÆ
orden XCI. SAXIFRAGACEÆ
orden XCII. UMBELLIFERÆ
orden XCIII. ARALIACEÆ
orden XCIV. HAMAMELIDEÆ
orden XCV. CORNEÆ
orden XCVbis. HELWINGIACEÆ
orden XCVI. LORANTHACEÆ
orden XCVII. CAPRIFOLIACEÆ
orden XCVIII. RUBIACEÆ
orden XCIX. VALERIANEÆ
orden C. DIPSACEÆ
orden CI. CALYCEREÆ
orden CII. COMPOSITÆ
orden CIII. STYLIDIEÆ
orden CIV. LOBELIACEÆ
orden CV. CAMPANULACEÆ
orden CVI. CYPHIACEÆ
orden CVII. GOODENOVIEÆ
orden CVIII. ROUSSÆACEÆ
orden CIX. GESNERIACEÆ
orden CX. SPHENOCLEACEÆ
orden CXI. COLUMELLIACEÆ
orden CXII. NAPOLEONEÆ
orden CXIII. VACCINIEÆ
orden CXIV. ERICACEÆ
orden CXV. EPACRIDEÆ
orden CXVI. PYROLACEÆ
orden CXVII. FRANCOACEÆ
orden CXVIII. MONOTROPEÆ

- subclase III. COROLLIFLORÆ
ordo CXIX. LENTIBULARIEÆ
ordo CXX. PRIMULACEÆ
ordo CXXI. MYRSINEACEÆ
ordo CXXII. ÆGICERACEÆ
ordo CXXIII. THEOPHRASTACEÆ
ordo CXXIV. SAPOTACEÆ
ordo CXXV. EBENACEÆ
ordo CXXVI. STYRACACEÆ
ordo CXXVII. OLEACEÆ
ordo CXXVIIbis. SALVADORACEÆ
ordo CXXVIII. JASMINEÆ
ordo CXXIX. APOCYNACEÆ
ordo CXXX. ASCLEPIADEÆ
ordo CXXX[a?] LEONIACEÆ
ordo CXXXI. LOGANIACEÆ
ordo CXXXII. GENTIANACEÆ
ordo CXXXIII. BIGNONIACEÆ
ordo CXXXIV. SESAMEÆ
ordo CXXXV. CYRTANDRACEÆ
ordo CXXXVI. HYDROPHYLLACEÆ
ordo CXXXVII. POLEMONIACEÆ
ordo CXXXVII. [sic] CONVOLVULACEÆ
ordo CXXXVIII. ERICYBEÆ
ordo CXXXIX. BORRAGINEÆ [sic]
ordo CXL. HYDROLEACEÆ
ordo CXLII. SCROPHULARIACEÆ
ordo CXLII(I).[sic] SOLANACEÆ
ordo CXLIV. OROBRANCHACEÆ
ordo CXLV. ACANTHACEÆ
ordo CXLVI. PHRYMACEÆ
ordo CXLVII VERBENACEÆ
ordo CXLVIII MYOPORACEÆ
ordo CXLIX SELAGINACEÆ
ordo CL. LABIATÆ
ordo CLI. STILBACEÆ
ordo CLII. GLOBULARIACEÆ
ordo CLIII. BRUNONIACEÆ
ordo CLIV. PLUMBAGINEÆ
ordo CLV.[?] PLANTAGINACEÆ

- subclase 4 MONOCHLAMYDEÆ
ordo CLVI. PHYTOLACCACEÆ
ordo CLVII. SALSOLACEÆ
ordo CLVIII. BASELLACEÆ
ordo CLIX. AMARANTACEÆ [sic]
ordo CLX. NYCTAGINACEÆ
ordo CLXI. POLYGONACEÆ
ordo CLXII. LAURACEÆ
ordo CLXIII. MYRISTICACEÆ
ordo CLXIV. PROTEACEÆ
ordo CLXV. PENÆACEÆ
ordo CLXVI. GEISSOLOMACEÆ
ordo CLXVII. THYMELÆACEÆ
ordo CLXVIII. ELÆAGNACEÆ
ordo CLXIX. GRUBBIACEÆ
ordo CLXX. SANTALACEÆ
ordo CLXXI. HERNANDIACEÆ
ordo CLXXII. BEGONIACEÆ
ordo CLXXIII. DATISCACEÆ
ordo CLXXIV. PAPAYACEÆ
ordo CLXXV. ARISTOLOCHIACEÆ
ordo CLXXVbis. NEPENTHACEÆ
ordo CLXXVI. STACKHOUSIACEÆ
[sic]
ordo CLXXVIII. EUPHORBIACEÆ
ordo CLXXIX. DAPHNIPHYLLACEÆ
ordo CLXXX. BUXACEÆ
ordo CLXXXbis. BATIDACEÆ
ordo CLXXXI. EMPETRACEÆ
ordo CLXXXII. CANNABINEÆ
ordo CLXXXIII. ULMACEÆ
ordo CLXXXIIIbis. MORACEÆ
ordo CLXXXIV. ARTOCARPEÆ
ordo CLXXXV. URTICACEÆ
ordo CLXXXVI. PIPERACEÆ
[sic]
ordo CLXXXVIII. CHLORANTHACEÆ
ordo CLXXXIX. GARRYACEÆ
ordo CXC. CUPULIFERÆ
ordo CXCI. CORYLACEÆ
ordo CXCII. JUGLANDEÆ
ordo CXCIII. MYRICACEÆ
ordo CXCIV. PLATANACEÆ
ordo CXCV. BETULACEÆ
ordo CXCVI. SALICINEÆ
ordo CXCVII CASUARINEÆ

Aunque algo inconsistentemente, el Prodromus también trata:
- GYMNOSPERMÆ
orden CXCVIII. GNETACEÆ
orden CXCIX. CONIFERÆ
orden CC. CYCADACEÆ

- incertæ sedis
orden (dubiæ affin.) LENNOACEÆ
orden (affin. dubiæ) PODOSTEMACEÆ
orden num.? CYTINACEÆ
orden incertae sedis BALANOPHORACEÆ